# Abdelhamid Sabiri
Abdelhamid Sabiri (Goulmima, Draa-Tafilalet, 28 de noviembre de 1996) es un futbolista marroquí. Juega de centrocampista y su equipo es el Al-Taawoun F. C. de la Liga Profesional Saudí.

## Trayectoria
Debutó para el Huddersfield Town A. F. C. el 11 de septiembre de 2017 contra el West Ham United F. C. de visita en la Premier League.

## Selección nacional
Fue llamado a la selección de Alemania sub-21 en octubre de 2018. En total jugó cinco encuentros y anotó un gol.
En categoría absoluta decidió representar a Marruecos, debutando el 23 de septiembre de 2022 en un amistoso ante Chile en el que también marcó su primer gol con la selección. Ese mismo año acudió al Mundial de Catar y anotó el primer tanto del triunfo ante Bélgica en la que era la primera victoria marroquí en una Copa del Mundo en 24 años.

### Participaciones en Copas del Mundo
| Mundial      | Sede  | Resultado     | Partidos | Goles |
| ------------ | ----- | ------------- | -------- | ----- |
| Mundial 2022 | Catar | Cuarto puesto | 5        | 0     |

## Estadísticas
Actualizado al último partido disputado el 16 de mayo de 2025.
| Club | Div.          | Temporada     | Liga  | Liga  | Copas nacionales(1) | Copas nacionales(1) | Copas internacionales(2) | Copas internacionales(2) | Total | Total |
| Club | Div.          | Temporada     | Part. | Goles | Part.               | Goles               | Part.                    | Goles                    | Part. | Goles |
| --- | ------------- | ------------- | ----- | ----- | ------------------- | ------------------- | ------------------------ | ------------------------ | ----- | ----- |
| Sportfreunde Siegen · Alemania | 5.ª           | 2015-16       | 31    | 17    | 2                   | 2                   | —                        | —                        | 33    | 19    |
| Sportfreunde Siegen · Alemania | Total club    | Total club    | 31    | 17    | 2                   | 2                   | —                        | —                        | 33    | 19    |
| 1. F. C. Núremberg II · Alemania | 4.ª           | 2016-17       | 21    | 12    | —                   | —                   | —                        | —                        | 21    | 12    |
| 1. F. C. Núremberg II · Alemania | Total club    | Total club    | 21    | 12    | —                   | —                   | —                        | —                        | 21    | 12    |
| 1. F. C. Núremberg · Alemania | 2.ª           | 2016-17       | 9     | 5     | 0                   | 0                   | —                        | —                        | 9     | 5     |
| 1. F. C. Núremberg · Alemania | Total club    | Total club    | 9     | 5     | 0                   | 0                   | —                        | —                        | 9     | 5     |
| Huddersfield Town A. F. C. Inglaterra | 1.ª           | 2017-18       | 5     | 0     | 5                   | 0                   | —                        | —                        | 10    | 0     |
| Huddersfield Town A. F. C. Inglaterra | 1.ª           | 2018-19       | 2     | 0     | 1                   | 0                   | —                        | —                        | 3     | 0     |
| Huddersfield Town A. F. C. Inglaterra | Total club    | Total club    | 7     | 0     | 6                   | 0                   | —                        | —                        | 13    | 0     |
| S. C. Paderborn 07 · Alemania | 1.ª           | 2019-20       | 24    | 4     | 1                   | 0                   | —                        | —                        | 25    | 4     |
| S. C. Paderborn 07 · Alemania | Total club    | Total club    | 24    | 4     | 1                   | 0                   | —                        | —                        | 25    | 4     |
| Ascoli Calcio 1898 FC · Italia | 2.ª           | 2020-21       | 32    | 8     | 0                   | 0                   | —                        | —                        | 32    | 8     |
| Ascoli Calcio 1898 FC · Italia | 2.ª           | 2021-22       | 11    | 3     | 0                   | 0                   | —                        | —                        | 11    | 3     |
| Ascoli Calcio 1898 FC · Italia | Total club    | Total club    | 43    | 11    | 0                   | 0                   | —                        | —                        | 43    | 11    |
| U. C. Sampdoria · Italia | 1.ª           | 2021-22       | 14    | 3     | —                   | —                   | —                        | —                        | 14    | 3     |
| U. C. Sampdoria · Italia | 1.ª           | 2022-23       | 18    | 2     | 3                   | 1                   | —                        | —                        | 21    | 3     |
| U. C. Sampdoria · Italia | Total club    | Total club    | 32    | 5     | 3                   | 1                   | —                        | —                        | 35    | 6     |
| Al-Fayha F. C. Arabia Saudita | 1.ª           | 2023-24       | 19    | 5     | 1                   | 0                   | 3                        | 2                        | 23    | 7     |
| Al-Fayha F. C. Arabia Saudita | Total club    | Total club    | 19    | 5     | 1                   | 0                   | 3                        | 2                        | 23    | 7     |
| Ajman Club · Emiratos Árabes Unidos | 1.ª           | 2024-25       | 6     | 1     | 2                   | 1                   | ―                        | ―                        | 8     | 2     |
| Ajman Club · Emiratos Árabes Unidos | Total club    | Total club    | 6     | 1     | 2                   | 1                   | 0                        | 0                        | 8     | 2     |
| Al-Taawoun F. C. Arabia Saudita | 1.ª           | 2024-25       | 12    | 2     | ―                   | ―                   | 5                        | 1                        | 17    | 3     |
| Al-Taawoun F. C. Arabia Saudita | Total club    | Total club    | 12    | 2     | 0                   | 0                   | 5                        | 1                        | 17    | 3     |
| Total carrera | Total carrera | Total carrera | 204   | 62    | 15                  | 4                   | 8                        | 3                        | 227   | 69    |
| (1) Incluye datos de Copa Westphalian, FA Cup, Copa de la Liga de Inglaterra, Copa de Alemania, Copa Italia y Copa del Rey de Campeones. (2) Incluye datos de Liga de Campeones de la AFC y Liga de Campeones 2 de la AFC. |               |               |       |       |                     |                     |                          |                          |       |       |

## Vida personal
Nació en Marruecos y migró con su familia a Alemania cuando tenía tres años de edad, donde se estableció en Frankfurt. Sabiri posee nacionalidad alemana y marroquí.